# Complex de cadenes
A àlgebra abstracta un conjunt {\displaystyle \{A_{i},\,\delta _{i}\}} consistent en estructures algebraiques Ai (ja siguin grups abelians, anells, mòduls, ...) i {\displaystyle \delta _{i}} morfismes (segons sigui la categoria), es diu complex de cadenes o complex homològic si la construcció
{\displaystyle \ldots \longrightarrow A_{n+1}{\xrightarrow {\delta _{n+1}}}A_{n}{\xrightarrow {\,\delta _{n}\,}}A_{n-1}\longrightarrow \ldots }
satisfà {\displaystyle \delta _{n+1}\circ \delta _{n}=0} per a tot n. Aquesta condició implica {\displaystyle \operatorname {im} \delta _{n+1}\subseteq \ker \delta _{n}\,}. Aquest concepte és clau per entendre el que és l'homologia.

## Notació
El símbol {\displaystyle A_{\bullet }} s'utilitza per a designar al parell {\displaystyle \{A_{i},\,\delta _{i}\}}.

## Homologia
Les estructures quocient
{\displaystyle H_{n}(A_{\bullet })=\ker \delta _{n}/\operatorname {im} \delta _{n+1}\,}
s'anomenen espais d'homologia del complex de cadenes {\displaystyle A_{\bullet }}.
Aquesta última construcció és l'origen de l'àlgebra homològica i té nombroses aplicacions en altres disciplines de la matemàtica com ara a la topologia algebraica, que la compta com una de les seves principals eines.

## Morfisme entre complexos

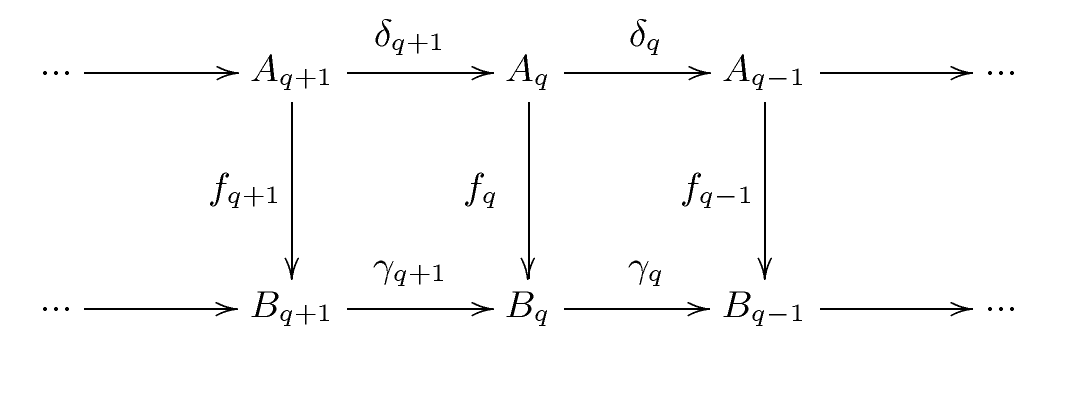
El morfisme de complexos. La condició de morfisme de complexos demana que el diagrama sigui commutatiu.

Un morfisme (de grau zero) entre dos complexos {\displaystyle A_{\bullet }=\{A_{q},\,\delta _{q}\}} i {\displaystyle B_{\bullet }=\{B_{q},\,\gamma _{q}\}}
és un conjunt {\displaystyle f_{\bullet }=\{f_{q}\}} de morfismes entre les estructures algebraiques {\displaystyle A_{q}{\xrightarrow {f_{q}}}B_{q}} tals que {\displaystyle f_{q}\circ \delta _{q+1}=\gamma _{q+1}\circ f_{q+1}}. Simbòlicament {\displaystyle f_{\bullet }\colon A_{\bullet }\to B_{\bullet }} indica el mateix.
Un morfisme de grau d correspon a una família de morfismes {\displaystyle A_{q}{\xrightarrow {g_{q}}}B_{q-d}} amb la mateixa propietat {\displaystyle g_{q}\circ \delta _{q+1}=\gamma _{q+1}\circ g_{q+1}}

## Com a categoria
Des del punt de vista de teoria de categories tenim ben definida la categoria de complexos de cadenes amb els morfismes de complexos.
Una aplicació d'aquesta categoria és que les principals teories de la topologia algebraica com ara l'homologia singular són veritables functors, perquè assignen a un parell topològic (X, A) una família de grups abelians {\displaystyle \{H_{n}(X,A)\}_{n}} que formaran un complex de cadenes
{\displaystyle \cdots \to H_{i}(A)\to H_{i}(X)\to H_{i}(X,A)\to H_{i-1}(A)\to \cdots }
i on una aplicació contínua {\displaystyle f\colon (X,A)\to (I,B)} entre parells topològics indueix un conjunt de morfismes
{\displaystyle f_{\#}\colon H_{i}(A)\to H_{i}(B),\quad f_{\#}\colon H_{i}(X)\to H_{i}(I),\quad f_{\#}\colon H_{i}(X,A)\to H_{i}(I,B)}
amb les propietats suficients per a considerar-los un morfisme de complexos.